# Erdinci Septar
Pas d'image ? Cliquez ici

a Compétitions nationales et continentales officielles uniquement.

b Matchs officiels uniquement.
Dernière mise à jour le 18 novembre 2024.
Erdinci Septar, né le 12 février 1973 à Constanța (Roumanie), est un joueur roumain de rugby à XV évoluant au poste de troisième ligne.

## Biographie
Ayant commencé à jouer au Farul Constanța, il rejoint ensuite l'USA Limoges en 1999, avant de terminer sa carrière à l'AS Saint-Junien.
Il est le père du trois-quarts international roumain Atila Septar.

## Statistiques en équipe nationale
- 13 sélections avec la Roumanie
- 3 essai
- 15 points

- Coupe du monde : 
  - 1999 : 3 sélections